# Vatinia de provinciis
Vatinia de provinciis va ser una llei romana, proposada pel tribú de la plebs Publi Vatini, l'any 59 aC quan eren cònsols Gai Juli Cèsar i Marc Calpurni Bíbul. Encarregava el govern de la Gàl·lia Transalpina i de l'Il·líria a Juli Cèsar durant cinc anys, sense necessitat de decret del senat romà, i es proveïen els recursos i personal necessari posant a la seva disposició els diners de l'erari.